# David Draiman
David Michael Draiman (* 13. března 1973) je americký zpěvák a skladatel. Je především znám jako zpěvák americké heavy metalové skupiny Disturbed. Je autorem některých nejúspěšnějších singlů skupiny, jako jsou "Stupify", "Down with the Sickness", "Indestructible" a "Inside the Fire". V roce 2006 se umístil na 42. místě v žebříčku "100 nejlepších metalových zpěváků všech dob", který sestavil Hit Parader. Během přestávky skupiny Disturbed v letech 2011 až 2015 pracoval na industriálním metalovém projektu s Genem Lenardem, který později dostal název Device. V roce 2013 společně vydali album, které se jmenovalo totožně Device. V roce 2015 se Disturbed vrátili s albem Immortalized v roce 2018 s albem Evolution a v roce 2022 s Divisive.

## Dětství
David Michael Draiman se narodil 13. března 1973 židovským rodičům v newyorské čtvrti Brooklyn. Jeho otec YJ pracoval jako developer a majitel malého podniku, než byl zatčen za zpronevěru a poslán do vězení, když bylo Draimanovi 12 let. YJ později kandidoval na starostu Los Angeles v letech 2013, 2017 a 2022. Draimanův bratr Benjamin je ambientní hudebník, který žije v Izraeli, jeho babička Ziona je jemenská Židovka, jejíž rodina se do Izraele přistěhovala na počátku 20. století. Draimanovi rodiče osobně nedodržovali židovskou víru, posílali ho do ortodoxních škol. Navštěvoval několik židovských škol. V roce 1991 dokončil střední školu. V letech 1991 až 1992 se romanticky zapletl s dívkou, která brala heroin a nakonec se zabila, což se stalo inspirací pro píseň Disturbed "Inside the Fire". V 18 letech se na Nový rok 1992, pokusil o sebevraždu i Draiman, tvrdí že místo toho se později probudil a zjistil, že téměř umrzl pod zaparkovaným vozem značky Oldsmobile Cutlass z roku 1972. Po detoxikaci popsal, že prožil "okamžik prozření" a heroin už nikdy neužil. Draiman pokračoval ve studiu na Chicagské univerzitě. Tu dokončil v roce 1996 s titulem z politických věd, filozofie a obchodní administrativy. Zpočátku zvažoval nabídky ke studiu na právnické fakultě, ale uvědomil si, že jedinou oblastí práva, která ho zajímá, je trestní právo, a proto se mu do toho nechtělo, protože věděl, že by se "nemohl (na sebe) skutečně podívat do zrcadla a říct si 'budu se živit lhaním a ochranou zločinců'". Po ukončení studia pracoval jako administrativní asistent ve zdravotnickém zařízení. Nakonec se ale dostal k Disturbed.

## Kariéra
Draiman se stal zpěvákem heavy metalové skupiny Disturbed, když ji v roce 1996 opustil původní zpěvák. Draiman se zúčastnil konkurzu a byl požádán, aby se ke kapele připojil poté, co odpověděl na inzerát, který ostatní členové umístili do místního hudebního časopisu v Chicagu. Draiman také řekl, že to byl jeho asi dvacátý konkurz, kterého se ten měsíc zúčastnil.
Kytarista Dan Donegan o Draimanově konkurzu řekl: "Víte, ze všech zpěváků, se kterými jsme mluvili nebo kteří byli na konkurzu, byl on jediný zpěvák, který byl připraven jít tak jak je. A to na mě udělalo dojem. Po minutě nebo dvou prostě začal vyhrávat melodie, které byly skvělé... Hrál jsem na kytaru a usmíval se od ucha k uchu. [...] Byl jsem tak nadšený. Běhal mi mráz po zádech."
Draiman je autorem některých z nejúspěšnějších singlů Disturbed, například "Stupify", "Down with the Sickness", "Indestructible" a "Inside the Fire". V roce 2006 se umístil na 42. místě v žebříčku Hit Parader "100 nejlepších metalových zpěváků všech dob".
Během přestávky skupiny Disturbed v letech 2011 až 2015 pracoval na industriálním metalovém projektu s Genem Lenardem, který později dostal název Device. V roce 2013 společně vydali album, které se jmenovalo totožně Device. V roce 2015 se Disturbed vrátili s albem Immortalized v roce 2018 s albem Evolution a v roce 2022 s Divisive.

## Osobní život
25. září 2011 se Draiman oženil s modelkou a herečkou Lenou Yadou. Jejich syn se narodil v září 2013. Narodil se o tři týdny dříve a porod trval 23 hodin.
Draiman kromě angličtiny hovoří také plynně hebrejsky.
O svých politických názorech Draiman v roce 2015 řekl: "Jsem liberál ve všem, co se týče ideologie, ale jsem také zastáncem velmi malé vlády. Nesouhlasím s fiskální politikou demokratů, ale rozhodně nesouhlasím s pravicovým šílenstvím republikánů." V roce 2016 podpořil prezidentskou kampaň Bernieho Sanderse. Sám sebe také popsal jako "velmi, velmi silného zastánce Izraele navždy a svého lidu". V roce 2019 označil člena skupiny Pink Floyd Rogera Waterse a další aktivisty usilující o bojkot Izraele, kvůli porušování lidských práv za "nacistické soudruhy".

## Diskografie

#### Disturbed
- The Sickness (2000)
- Believe (2002)
- Ten Thousand Fists (2005)
- Indestructible (2008)
- Asylum (2010)
- The Lost Children (2011)
- Immortalized (2015)
- Evolution (2018)
- Divisive (2022)

#### Device
- Device (2013)